# Division de Meknès
La division de Meknès est une division territoriale de l'armée de terre française. Elle est chargée de la défense du protectorat français au Maroc dans la région de Meknès.

## Création et différentes dénominations
- octobre 1937 : création de la division de Meknès,
- mai 1943 : la division met sur pied la 2e division d'infanterie marocaine,
- 1956 : dissolution[réf. souhaitée]

## Historique des garnisons, campagnes et batailles

### Entre-deux-guerres
La division de Meknès est créée par arrêté du 21 octobre 1937. Elle est constituée des subdivisions de Meknès, de l'Atlas central et du Tafilalet.

### Seconde Guerre mondiale
Après l'armistice de 1940 et l'établissement de l'Armée de Vichy, la division est constituée des unités suivantes, :
- 7e régiment de tirailleurs marocains à Meknès et Midelt,
- 8e régiment de tirailleurs marocains à Meknès et Ouezzane,
- 3e régiment étranger d'infanterie à El Hajeb, Meknès et Khénifra (un bataillon par garnison),
- 3e régiment de spahis marocains à Meknès,
- 10e groupe d'escadrons portés de chasseurs d'Afrique à Meknès,
- 64e régiment d'artillerie d'Afrique à Meknès et Kasba Tadla,
- 31e bataillon du génie à Meknès,
- 41e bataillon de télégraphistes à Meknès,
- 33e escadron du train à Meknès,
- IIIe groupe d'escadrons de la 9e légion de la Garde.

Lors de l'opération Torch, la division reste fidèle au gouvernement de Vichy. Le 7e RTM s'oppose sur ordre aux Américains, contre-attaquant vers Port-Lyautey.
Après le ralliement aux Alliés, la division elle-même n'est pas envoyée en Tunisie mais y détache des éléments. Elle met ensuite sur pied la 2e division d'infanterie marocaine.

## Chefs de corps
- 1937 - 1938: général Caillault
- 1938 -1939 : général de Compain[5]
- 1939 - 1940: Général Mordacq
- 1940 - 1943: général Dody
- 1943: général François
- 1943 - 1945: général Collet
- 1951 - 1955 : général Miquel